# Sammir
Jorge Sammir Cruz Campos (Itabuna, Brazil, 23. travnja 1987.), bivši je  brazilsko-hrvatski nogometaš. Sammir je igrao na mjestu veznoga igrača.

## Klupska karijera

### Početci
Sammir je vezni igrač ili napadač. Počeo je igrati s deset godina u Atlético Mineiru, te je potom prešao u Atlético Paranaense. Tri mjeseca prije zagrebačkoga Dinama potpisao je ugovor s uglednim São Caetanom, međutim klub mu nije isplatio obećani novac i Sammir je došao u Maksimir.

### Dinamo Zagreb
U zagrebački Dinamo došao je kao veliki talent početkom studenoga 2006. godine, a pravo na nastup čekao je do početka proljeća. Petogodišnji je ugovor potpisao nakon uručenja otkaza treneru Josipu Kuži. Trener Branko Ivanković koristio ga je na poziciji desnog veznog. 
Sammir je stotu ligašku utakmicu za Dinamo odigrao u Koprivnici 22. kolovoza 2010. godine. U utakmici kvalifikikacija za Ligu prvaka protiv švedskog prvaka Malmöa, u kojoj je Dinamo pobijedio s 4:1, Sammir je postigao dva pogotka. Ta utakmica bila je njegova jubilarna 50. za Dinamo u europskim natjecanjima (uz 13 pogodaka, čime je 3. klupski strijelac u povijesti u euro kupovima). Sammir je ujedno i igrač s najviše nastupa za Dinamo u europskim kupovima u klupskoj povijesti. Dne 24. ožujka 2012. godine, na gostovanju u Varaždinu, Sammir je odigrao jubilarnu, 300. utakmicu za Dinamo i to s kapetanskom trakom oko ruke, ušavši time među dvadesetak igrača s najviše nastupa za Dinamo u stogodišnjoj povijesti kluba. Nakon sedam godina u plavom dresu, krajem 2013. godine, Sammir napušta Dinamo i to kao najtrofejniji igrač u povijesti kluba (15 osvojenih trofeja), te odlazi u Španjolsku. Od 2007. do 2013. godine za Dinamo je ukupno nastupio 377 puta uz 85 postignutih pogodaka.

### Getafe
U siječnju 2014. godine Sammir prelazi iz zagrebačkog Dinama u španjolski Getafe kao slobodni igrač.

### Jiangsu Guoxin
Dana 27. veljače 2015. godine Sammir odlazi u Kinu, prešavši u Jiangsu Guoxin.

### Hangzhou Greentown
U srpnju 2016. godine je Sammir posuđen Hangzhou Greentownu na šest mjeseci.

### Povratak u Dinamo
Nakon tri godine izbivanja Sammir se vratio u redove Dinama. Sammir se ponovno pridružio Dinamu kao slobodan igrač. "Osjećam veliko veselje i ponos što ću ponovno nositi dres Dinama, kluba u kojem sam proveo najljepše dane karijere. Veselim se povratku u Maksimir i novim izazovima koji me čekaju", rekao je Sammir. U srpnju 2017. godine, nakon otkaza treneru Ivajlu Petevu, dva dana prije početka prvenstva, redove zagrebačkog Dinama je napustio i Sammir. Rođeni Brazilac je u svom drugom boravku u Maksimiru proveo šest mjeseci. Upisao je 12 nastupa u prvenstvu postigavši jedan pogodak, dok je u Kupu ubilježio dva nastupa.

### Wuhan Zall
U srpnju 2017. godine Sammir je potpisao za kineski Wuhan Zall.

### Sport Recife
Početkom veljače 2019. godine Sammir je potpisao za svoj osmi klub u karijeri te se vratio u rodni Brazil, u nogometni klub Sport Recife.

### NK Lokomotiva
U rujnu 2019. godine Sammir se je vratio u Hrvatsku igrati za NK Lokomotivu, nakon što je raskinuo ugovor s klubom iz Recifea.

## Reprezentativna karijera
Bio je standardni reprezentativac brazilskih mladih selekcija (do 17, do 18 i do 19 reprezentacije), i to s desetkom na leđima, no odlaskom iz rodne zemlje više nije dobio poziv. Međutim, igrama tijekom gotovo pet godina u zagrebačkom Dinamu došao je na prag poziva u hrvatsku nogometnu reprezentaciju, što je dugo javno isticao kao želju. Početkom 2012. godine, Međunarodna nogometna organizacija (FIFA), izdala je Sammiru dozvolu za nastup u hrvatskoj nogometnoj reprezentaciji. Dana 27. rujna 2012. godine dobio je poziv izbornika Vatrenih Igora Štimca i našao se na širem popisu kandidata Hrvatske reprezentacije za susrete protiv Makedonije i Walesa u okviru kvalifikacija za Svjetsko prvenstvo u Brazilu 2014. godine. Za hrvatsku reprezentaciju debitirao je protiv makedonske reprezentacije, 12. listopada 2012. godine, u kvalifikacijskom susretu za Svjetsko prvenstvo u Brazilu 2014. godine.

## Osobni život
Sammir je bio kontroverzan po brojnim tulumarenjima prije utakmica, čestim opijanjem, dolaskom na trening pod utjecajem alkohola.[nedostaje izvor] Dana 18. svibnja 2011. godine priveden je zbog vožnje u alkoholiziranom stanju te je morao platiti kaznu od 11.000 kuna. U srpnju 2011. godine je Sammir postao otac sina Noah Chemina Camposa rođenog u São Paulu.

## Priznanja

### Individualna priznanja
- 2010.: Najbolji igrač Prve HNL, u izboru kapetana klubova Prve HNL.[17]
- 2012.: Najbolji igrač Prve HNL, u izboru kapetana klubova Prve HNL.[18]

### Klupska priznanja
Dinamo Zagreb
- Prvak Hrvatske (8): 2007., 2008., 2009., 2010., 2011., 2012., 2013., 2014.
- Hrvatski nogometni kup (5): 2007., 2008., 2009., 2011., 2012.
- Hrvatski nogometni superkup (2): 2010., 2013.

## Vanjske poveznice
- (port.) Sammir na furacao.com  Arhivirana inačica izvorne stranice od 30. rujna 2007. (Wayback Machine)
- Sammir na Sportnet|HR  Arhivirana inačica izvorne stranice od 3. rujna 2010. (Wayback Machine)
- Sammir na hrnogomet.com
- Profil, Hrvatski nogometni savez